# 宮之城屋地
宮之城屋地（みやのじょうやち）は、鹿児島県薩摩郡さつま町の大字。旧薩摩国薩摩郡宮之城郷屋地村、薩摩郡宮之城村大字屋地、薩摩郡宮之城町大字屋地。郵便番号は895-1803。人口は1,821人、世帯数は782世帯（2020年10月1日現在）。
旧宮之城町の中心地およびさつま町の中心地域である。

## 地理
さつま町のほぼ中部、川内川の中流域に面しており、川の内房に沖積平野を形成する。字の中央部には国道267号線と国道328号線が分岐する交差点がある。さつま町役場が所在し、プラッセだいわ宮之城店など商業施設が集まっており、生活や行政、教育の中心地である。
字北部を流れる川内川を挟んで北方には西新町・旭町・轟町・大字時吉、東方には同町大字田原、南方には大字船木、西方には同町大字虎居に隣接している。
かつては日本国有鉄道宮之城線が字域を通り、宮之城線および旧宮之城町の主要駅である宮之城駅が所在した。現在は宮之城鉄道記念館として観光案内所の役割を担っている。

### 河川
- 川内川

## 歴史
2005年（平成17年）3月22日に薩摩郡宮之城町が同郡鶴田町・薩摩町と合併し、薩摩郡さつま町となった。これに合わせて同年1月14日に鹿児島県公報に掲載された鹿児島県告示「 字の名称の変更」（平成17年鹿児島県告示第60号）の規定により、字の名称の変更が行われ屋地から「宮之城屋地」に改称された。

## 施設

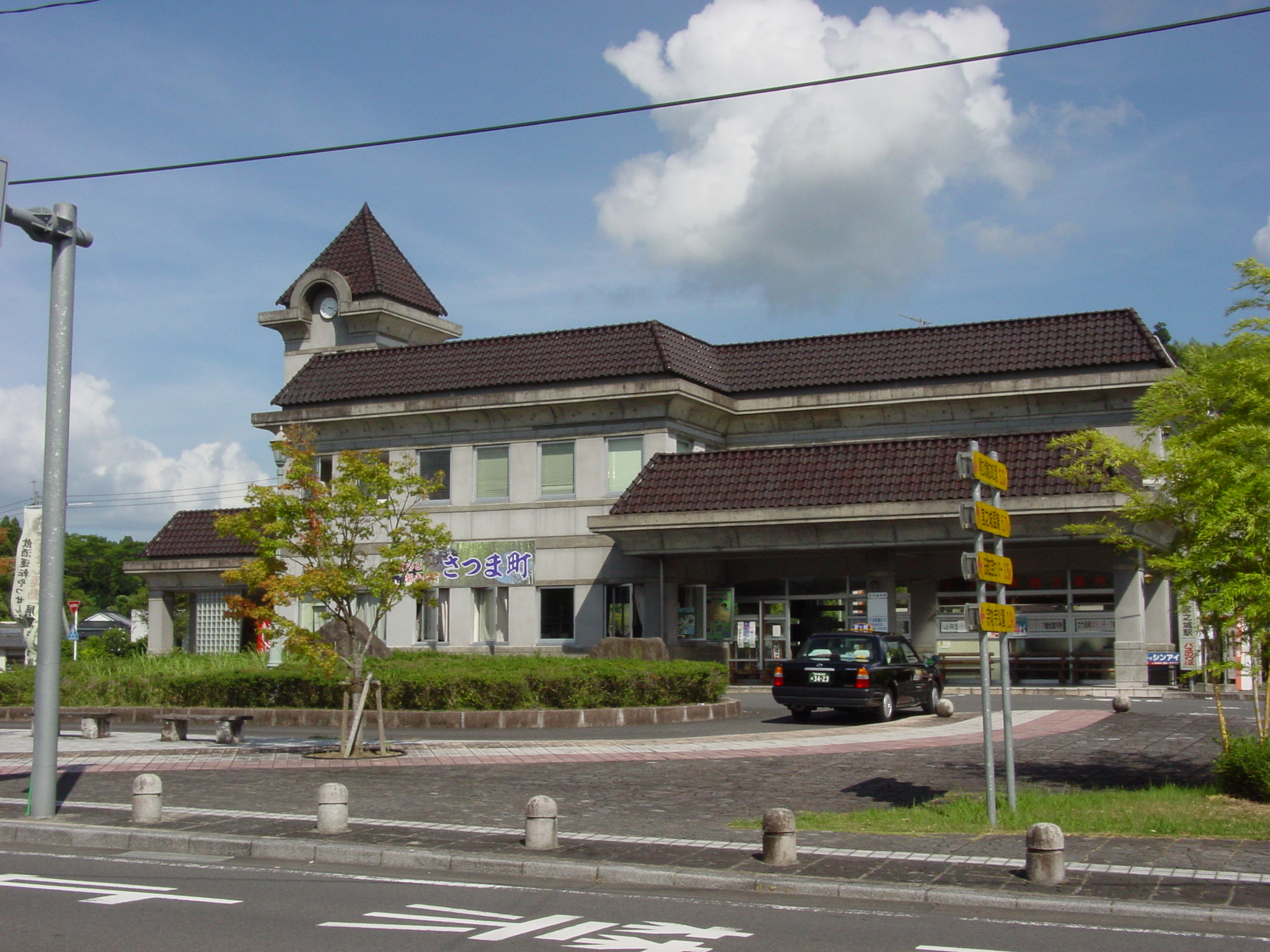
宮之城鉄道記念館

### 公共
- さつま町役場
- さつま町 屋地楽習館・図書室
- 宮之城郵便局
- さつま町シルバー人材センター
- 帝釈天公園
- 宮之城鉄道記念館
- 宮之城 ひまわり館
- 東谷墓地公園
- ハローワーク宮之城 （川内公共職業安定所宮之城出張所）
- さつま町 宮之城保健センター

### 教育
- さつま町立宮之城中学校
- さつま町立盈進小学校
- 信教寺保育園
- 太陽保育園

### 寺院・神社
- 秋葉神社
- 松尾神社
- 楠木神社
- 熊野神社
- 信教寺

## 教育

### 小・中学校の学区
町立小・中学校に通う場合、学区（校区）は以下の通りとなる。
| 大字       | 番地 | 小学校               | 中学校                 |
| ---------- | ---- | -------------------- | ---------------------- |
| 宮之城屋地 | 全域 | さつま町立盈進小学校 | さつま町立宮之城中学校 |

## 交通

### 道路
主要地方道
- 国道267号
- 国道328号

### 鉄道
日本国有鉄道宮之城線（廃止）
- 宮之城駅